# やってないってば!
『やってないってば!』（原題：I Didn't Do It）は、米ディズニーチャンネルで2014年1月17日から放送されたテレビドラマ。日本ではディズニーチャンネルで同年5月31日より放送中。2015年10月16日、米国にて最終エピソードが放送された。

## ストーリー
双子であるリンディとローガンは、毎回様々な失敗をしてしまい、親に対して苦し紛れの言い訳をする。イマドキの高校生や家族の絆を愉快に綴る痛快コメディ。

## キャスト
リンディ・ワトソン（Lindy Watson）
演：オリヴィア・ホルト/声：伊瀬茉莉也
本作の主人公の一人。文武両道・品行方正で皆勤賞をとったこともあるが、善意でとった行動が裏目に出ることがある。学校のいい子ちゃん。
ローガン・ワトソン（Logan Watson）
演：オースティン・ノース/声：千葉優輝
リンディの双子のきょうだい。リンディとよくいがみ合う。
ジャスミン・カン（Jasmin Kang）
演：パイパー・カーダ/声：あんどうさくら
双子たちの友人で、リンディとは特に親しい。常識を持ち合わせているが、責任転嫁などを行うこともある。
ギャレット・スペンジャー（Garrett Spenger）
演：ペイトン・クラーク/声：小田柿悠太
双子たちの友人で、ローガンとは特に親しい。アメリカンフットボール部に所属している。かなりの小心者。
デリア・デルフィーノ（Delia Delfano）
演：サラ・ギルマン/声：遠藤さやか
双子たちの友人。変人。

### シーズン2
ベティ・ルボウ（Betty LeBow）
演：カレン・マリナ・ホワイト/声：
ランブルジュースのオーナー。

## エピソード
| シーズン | エピソード数 | 米国放送日    | 米国放送日     |
| シーズン | エピソード数 | 初回放送日    | 最終放送日     |
| -------- | ------------ | ------------- | -------------- |
| 1        | 20           | 2014年1月17日 | 2014年12月7日  |
| 2        | 19           | 2015年2月15日 | 2015年10月16日 |

### シーズン1
| #  | 邦題                         | 原題                                 | 脚本                                               | 監督                 | 全米初放送日  |
| -- | ---------------------------- | ------------------------------------ | -------------------------------------------------- | -------------------- | ------------- |
| 1  | 双子でパーティー!            | The Pilot                            | ジョシュ・シルヴァースタイン トッド・ヒメル        | ブルース・レディ     | 2014年1月17日 |
| 2  | フレディのスパゲッティ消防署 | Fireman Freddy's Spaghetti Station   | トッド・ヒメル                                     | ブルース・レディ     | 2014年1月26日 |
| 3  | 新しい仲間                   | The New Guy                          | ロブ・ロッタースタイン                             | ブルース・レディ     | 2014年2月9日  |
| 4  | 高校生の私へ                 | Dear High School Self                | ジャッド・ピロット                                 | ブルース・レディ     | 2014年2月16日 |
| 5  | 野菜をおいしく!              | If It Tastes Like a Brussels Sprout  | アレッシア・コスタンティーニ                       | ブルース・レディ     | 2014年3月9日  |
| 6  | リンディリシャスはどんな味?  | Lindy-licious                        | サラ・ジェーン・カニンガム スージー・V・フリーマン | ブルース・レディ     | 2014年3月16日 |
| 7  | 山小屋へ行こう!              | Snow Problem                         | ロブ・ロッタースタイン                             | ブルース・レディ     | 2014年4月6日  |
| 8  | 皆勤賞のダンスパーティー     | Dance Fever                          | トッド・ヒメル                                     | ブルース・レディ     | 2014年4月13日 |
| 9  | 美術館でお仕事               | Now Museum, Now You Don't            | サラ・ジェーン・カニンガム スージー・V・フリーマン | ブルース・レディ     | 2014年5月4日  |
| 10 | ワシントンで捕まって         | In the Doghouse With the White House | ロブ・ロッタースタイン                             | ジョエル・ズウィック | 2014年6月22日 |
| 11 | スマホなし72時間             | Phone Challenge                      | ジョシュ・シルヴァースタイン                       | ブルース・レディ     | 2014年6月29日 |
| 12 | 双子のテレパシー             | Twin It to Win It                    | ジョシュ・シルヴァースタイン                       | ブルース・レディ     | 2014年7月13日 |
| 13 | 地球で愛を育てよう           | Earth Boys Are Icky                  | ジョシュ・シルヴァースタイン                       | リン・マクラッケン   | 2014年7月27日 |
| 14 | お節介リンディ               | Lindy Nose Best                      | ジャッド・ピロット                                 | ブルース・レディ     | 2014年8月10日 |
| 15 | ボールにサインを             | Ball or Nothing                      | トッド・ヒメル                                     | ジョエル・ズウィック | 2014年8月24日 |
| 16 | 走れローガン                 | Logan's Run                          | サーシャ・ストローマン                             | ブルース・レディ     | 2014年9月21日 |
| 17 | 世界の終わり                 | Bad News                             | ダリン・ヘンリー                                   | ジョエル・ズウィック | 2014年9月28日 |
| 18 | みんなでハロー・ウィーン！   | Next of Pumpkin                      | ジャッド・ピロット                                 | ジャッド・ピロット   | 2014年10月5日 |
| 19 | 自転車で走れ                 | Bicycle Thief                        | エディ・キンタナ                                   | ジョエル・ズウィック | 2014年11月2日 |
| 20 | クリスマスの奇跡             | Merry Miss Sis                       | サラ・ジェーン・カニンガム スージー・V・フリーマン | ジョエル・ズウィック | 2014年12月7日 |

### シーズン2
| #       | 邦題                     | 原題                                             | 脚本                                        | 監督                         | 全米初放送日   |
| ------- | ------------------------ | ------------------------------------------------ | ------------------------------------------- | ---------------------------- | -------------- |
| 1 (21)  | パジャマ・パーティー！   | Slumber Partay!                                  | フィル・ベイカー                            | ジョディ・マーゴリン・ハーン | 2015年2月15日  |
| 2 (22)  | モスキートとマスクラット | The Not-So-Secret Lives of Mosquitoes & Muskrats | トム・パーマー                              | ジョディ・マーゴリン・ハーン | 2015年3月1日   |
| 3 (23)  | 子犬に恋して             | Lindy Goes to the Dogs                           | ジャネット・コリンズ ミミ・フリードマン     | ボブ・コッハー               | 2015年3月8日   |
| 4 (24)  | 世話焼きリンディ         | Lindy & Logan Get Psyched!                       | エリカ・キャッスル パトリック・マッカーシー | ボブ・コッハー               | 2015年3月15日  |
| 5 (25)  | イヌ派か？ネコ派か？     | Dog Date Afternoon                               | トム・パーマー                              | ボブ・コッハー               | 2015年3月22日  |
| 6 (26)  | ローガンが好き           | Logan Finds Out!                                 | ジム・ゼルキン                              | ボブ・コッハー               | 2015年3月29日  |
| 7 (27)  | グルメ批評家リンディ     | Food Fight                                       | マイケル・フィッツパトリック                | ジョディ・マーゴリン・ハーン | 2015年4月8日   |
| 8 (28)  | リンディを振り向かせろ   | Stevie Likes Lindy                               | フィル・ベイカー                            | ボブ・コッハー               | 2015年4月19日  |
| 9 (29)  | 恋のダンス・パーティー   | Falling for... Who?                              | エリカ・キャッスル パトリック・マッカーシー | ジョディ・マーゴリン・ハーン | 2015年5月31日  |
| 10 (30) | サプライズ・バースデー   | Lindy and Logan's Brrrrthday!                    | ジム・ゼルキン                              | エリカ・キャッスル           | 2015年6月7日   |
| 11 (31) | がんばれガールズ！       | Cheer Up Girls                                   | ジャネット・コリンズ ミミ・フリードマン     | ニール・イスラエル           | 2015年6月21日  |
| 12 (32) | 恋のキューピッド         | Lindy in the Middle                              | エリン・ドブソン                            | ジョン・ローゼンバウム       | 2015年7月10日  |
| 13 (33) | 名探偵ローガン           | Elementary, My Dear Watson                       | トム・パーマー                              | ジャン・セーガル             | 2015年7月24日  |
| 14 (34) | 癒やされたギャレット     | Lindy Breaks Garrett                             | トム・パーマー                              | ボブ・コッハー               | 2015年8月7日   |
| 15 (35) | ラッキーのパパ           | Doggie Daddy                                     | エリカ・キャッスル パトリック・マッカーシー | ボブ・コッハー               | 2015年8月14日  |
| 16 (36) | 鼓動を感じて             | Drum Beats, Heart Beats                          | フィル・ベイカー                            | ボブ・コッハー               | 2015年9月11日  |
| 17 (37) | 奇妙な三角関係           | The Doctor Is In                                 | ジム・ゼルキン                              | エリカ・キャッスル           | 2015年9月18日  |
| 18 (38) | ハロウィーンの夜に       | Bite Club                                        | ジャネット・コリンズ ミミ・フリードマン     | ボブ・コッハー               | 2015年10月2日  |
| 19 (39) | ザ・レスキュアーズ       | The Rescuers                                     | フィル・ベイカー                            | ボブ・コッハー               | 2015年10月16日 |